# Viri probati
I viri probati sono, nel lessico ecclesiastico dei riti latini della Chiesa cattolica, degli uomini sposati d'età avanzata ordinati presbiteri.
Essi sono esistiti sino al dodicesimo secolo ed era loro richiesta la continenza: nella Chiesa latina l'ordinazione di uomini sposati è stata abbandonata per rafforzare il carattere celibatario del sacerdozio, richiedendolo sin dall'origine.
Da fine ventesimo secolo alcune parti della Chiesa cattolica, soprattutto in aree più periferiche dov'è particolarmente acuta la mancanza di sacerdoti: Joseph Ratzinger ne ipotizzava un ritorno nel suo libro del 1971 “Fede e futuro”, alcune aperture al tema sono state fatte da Papa Francesco.